# Hilmar Wulff
Hilmar Emil Wulff (født 5. marts 1908 i Randers, død 21. december 1984) var en dansk forfatter. Han var en af Danmarks fremmeste arbejderforfattere.
Hilmar Wulff var søn af fisker Hans Clausen Christensen Wulff (1874-1964) og Maren Sofie Sørensen (1878-1922). Han voksede op i Nakskov og forlod folkeskolen uden afgangsbeviser. Han arbejdede siden et par år på fabrik og inden for landbruget samt som betonarbejder, ekspedient og jernbanearbejder. Han var også sømand i en tid og rejste jorden rundt. I 1930'erne vagabonderede han igennem Europa og tog forefaldende  arbejde. Under Besættelsen var han aktiv i modstandsbevægelsen, hvilket tvang ham til at flygte til Sverige i 1943. Han vendte tilbage til Danmark i 1945 og blev freelancemedarbejder for Danmarks Radio og lærer på Pensionisthøjskolen i Marielyst.
Han debuterede i bogform i 1942 med romanen Som vejret i april. Hans virkelige gennembrud kom med romantrilogien Vejen til Livet (1947), Livets Brød (1948) og Forjættelsens Dag (1949), hvor han skildrede betingelserne for de polske landarbejdere, som arbejdede i roemarkerne på Vestlolland. I romanen Ondt vejr (1950) skildres levevilkårene for en gruppe fiskere. Hans romaner blev derefter stadig mere politiske.
Hilmar Wulff var medlem af repræsentantskabet for Statens Kunstfond.